# Alfred Sherwood Romer
Alfred Sherwood Romer (White Plains, 28 dicembre 1894 – 5 novembre 1973) è stato un paleontologo statunitense, specialista nell'evoluzione dei vertebrati.

## Biografia
Alfred Romer nacque a White Plains (New York), e studiò all'Amherst College. Frequentò la Columbia University dove si laureò in biologia. Romer insegnò come professore associato al dipartimento di geologia e paleontologia all'Università di Chicago a partire dal 1923. Era un attivo ricercatore ed insegnante. Il suo lavoro di ricerca fu fondamentale per il ritrovamento di importanti reperti del Paleozoico per conto del Walker Museum of Paleontology. Nel 1934 ottenne la cattedra di biologia alla Harvard University. Nel 1946 divenne anche direttore del Museo di Zoologia Comparata di Harvard. Il suo libro di testo Vertebrate paleontology (Romer 1945) fu utilizzato in molti corsi avanzati e la sua conoscenza dell'anatomia comparata poteva essere considerata l'equivalente moderno di quella di Georges Cuvier.
Nel 1969 fu nominato Foreign Member of the Royal Society.
Romer morì nel 1975 e fu sepolto nel West Burial Ground di Pelham, Massachusetts.
| Romer è l'abbreviazione standard utilizzata per le specie animali descritte da Alfred Sherwood Romer. Categoria:Taxa classificati da Alfred Sherwood Romer |